# HC Neuchâtel Young Sprinters
HC Neuchâtel Young Sprinters (celým názvem: Hockey Club Neuchâtel Young Sprinters) byl švýcarský klub ledního hokeje, který sídlil ve městě Neuchâtel ve stejnojmenném kantonu. Založen byl v roce 1932. Svůj poslední název nesl od roku 2008. Poslední účast v nejvyšší soutěži je datováno k sezóně 1966/67. Zanikl v roce 2009 po odhlášení z National League B. Klubové barvy byly oranžová a černá.
Své domácí zápasy odehrával v hale Littoral s kapacitou 7 000 diváků.

## Historické názvy
Zdroj:
- 1932 – HC Neuchâtel Young Sprinters (Hockey Club Neuchâtel Young Sprinters)
- 2008 – Young Sprinters HC (Young-Sprinters Hockey Club)
- 2009 – zánik

## Získané trofeje
- Schweizer Cup ( 3× )
  - 1956/57, 1957/58, 1962/63

## Přehled ligové účasti
Zdroj:
- 1937–1938: Serie B (3. ligová úroveň ve Švýcarsku)
- 1940–1941: Serie A (2. ligová úroveň ve Švýcarsku)
- 1943–1945: Serie A (2. ligová úroveň ve Švýcarsku)
- 1945–1965: National League A (1. ligová úroveň ve Švýcarsku)
- 1965–1966: National League B West (2. ligová úroveň ve Švýcarsku)
- 1966–1967: National League A (1. ligová úroveň ve Švýcarsku)
- 1967–1972: National League B West (2. ligová úroveň ve Švýcarsku)
- 1972–1974: 1. Liga (3. ligová úroveň ve Švýcarsku)
- 1974–1975: National League B West (2. ligová úroveň ve Švýcarsku)
- 1975–1977: 1. Liga (3. ligová úroveň ve Švýcarsku)
- 1977–1979: National League B West (2. ligová úroveň ve Švýcarsku)
- 1979–1980: 1. Liga (3. ligová úroveň ve Švýcarsku)
- 1980–1981: National League B West (2. ligová úroveň ve Švýcarsku)
- 1981–1995: 1. Liga (3. ligová úroveň ve Švýcarsku)
- 1985–1986: 2. Liga (4. ligová úroveň ve Švýcarsku)
- 1986–1991: 1. Liga (3. ligová úroveň ve Švýcarsku)
- 1991–1992: National League B (2. ligová úroveň ve Švýcarsku)
- 1992–1996: 1. Liga (3. ligová úroveň ve Švýcarsku)
- 1996–1999: 2. Liga (4. ligová úroveň ve Švýcarsku)
- 1999–2000: 1. Liga (3. ligová úroveň ve Švýcarsku)
- 2007–2010: National League B (2. ligová úroveň ve Švýcarsku)

## Účast v mezinárodních pohárech
Zdroj:
Legenda: SP - Spenglerův pohár, EHP - Evropský hokejový pohár, EHL - Evropská hokejová liga, SSix - Super six, IIHFSup - IIHF Superpohár, VC - Victoria Cup, HLMI - Hokejová liga mistrů IIHF, ET - European Trophy, HLM - Hokejová liga mistrů, KP – Kontinentální pohár
- SP 1948 – Základní skupina (5. místo)
- SP 1952 – Zápas o 3. místo
- SP 1953 – Základní skupina B (3. místo)